# Mikhail Elgin
Mikhail Nikolaievich Elgin (São Petersburgo, 14 de Outubro de 1981) é um tenista profissional russo, conhecida por ser um especialista em duplas.

## ATP finais

### Duplas: 3 (1-2)
| Legenda                           |
| --------------------------------- |
| Grand Slam (0–0)                  |
| ATP World Tour Finals (0–0)       |
| ATP World Tour Masters 1000 (0–0) |
| ATP World Tour 500 Series (0–0)   |
| ATP World Tour 250 Series (1–2)   |

| Títulos por Piso |
| ---------------- |
| Duro (1–2)       |
| Saibro (0–0)     |
| Grama (0–0)      |
| Carpete (0–0)    |

| Posição | N. | Data              | Torneio                                                            | Piso     | Parceiro              | Oponentes                   | Placar                |
| ------- | -- | ----------------- | ------------------------------------------------------------------ | -------- | --------------------- | --------------------------- | --------------------- |
| Vice    | 1. | 30 Outubro 2011   | St. Petersburg Open, St. Petersburgo, Ruússia                      | Duro     | Alexandre Kudryavtsev | Colin Fleming Ross Hutchins | 3–6, 7–6(7–5), [8–10] |
| Campeão | 1. | 19 Outubro 2013   | Kremlin Cup, Moscou, Rússia                                        | Duro (i) | Denis Istomin         | Ken Skupski Neal Skupski    | 6–2, 1–6, [14–12]     |
| Vice    | 2. | 23 Fevereiro 2014 | Delray Beach International Tennis Championships, Delray Beach, EUA | Duro     | František Čermák      | Bob Bryan Mike Bryan        | 2-6, 3-6              |